# Légation apostolique de Forlì
La légation apostolique de Forlì est une subdivision administrative des États pontificaux, instituée dans le territoire de la Romagne par le motu proprio du pape Pie VII du 6 juillet 1816.
Dans sa configuration définitive, la légation confinait au nord avec la légation de Ravenne, à l’est avec la mer Adriatique, au sud avec la délégation de Urbino et Pesaro et avec Saint-Marin, à l’ouest avec le Grand-duché de Toscane. Elle occupait une position stratégique en reliant les provinces septentrionales de l'État au reste du territoire.
La légation disposait de deux ports : Cesenatico et Rimini.
C'était une délégation apostolique de 1re classe dirigée par un cardinal, mais elle portait pourtant le titre de légation. À la suite de la réforme administrative de Pie IX le 22 novembre 1850, elle fut incluse dans la légation des Romagnes.

## Cardinaux responsables de la légation de Forlì
- Giuseppe Spina
- Stanislao Sanseverino (1812-1826)
- Nicola Grimaldi de 1836 à 1838.
- Tommaso Pasquale Gizzi
- Pietro Marini

### Source de traduction
- (it) Cet article est partiellement ou en totalité issu de l’article de Wikipédia en italien intitulé « Legazione apostolica di Forlì » (voir la liste des auteurs) le 11/07/2012.